# Binzhou
Binzhou (cinese: 滨州; pinyin: Bīnzhōu) è una città-prefettura della Cina nella provincia dello Shandong.

## Suddivisioni amministrative
- Distretto di Bincheng
- Distretto di Zhanhua
- Zouping
- Contea di Boxing
- Contea di Huimin
- Contea di Yangxin
- Contea di Wudi